# Zeinab Jalalian
Zeinab Jalalian (En persa: زينب جلاليان ) (Maku, 1982) es una mujer iraní de etnia kurda. Fue acusada de infringir gravemente la ley islámica y condenada a muerte por un Tribunal Revolucionario Islámico que la consideró miembro del grupo militante kurdo PJAK, acusación que ella negó.
Posteriormente, el caso de Zeinab Jalalian fue objeto de una campaña internacional en su defensa que logró finalmente la conmutación de la pena de muerte por una condena a cadena perpetua.
En 2021 la información sobre la prisionera indicó que su salud se había deteriorado seriamente, posiblemente debido a torturas. Estaba perdiendo la vista. Además contrajo la infección de COVID19. Las autoridades iraníes le han negado la atención hospitalaria que necesita para tratar el problema de la vista y también para tratar adecuadamente la enfermedad de COVID19.
Un grupo de Amnistía Internacional, de Tarrasa (España), lleva tiempo trabajado sobre su caso.